# Echinoclathria dichotoma
Echinoclathria dichotoma är en svampdjursart som först beskrevs av Claude Lévi 1963.  Echinoclathria dichotoma ingår i släktet Echinoclathria och familjen Microcionidae. Inga underarter finns listade i Catalogue of Life.